# 프라이베르크

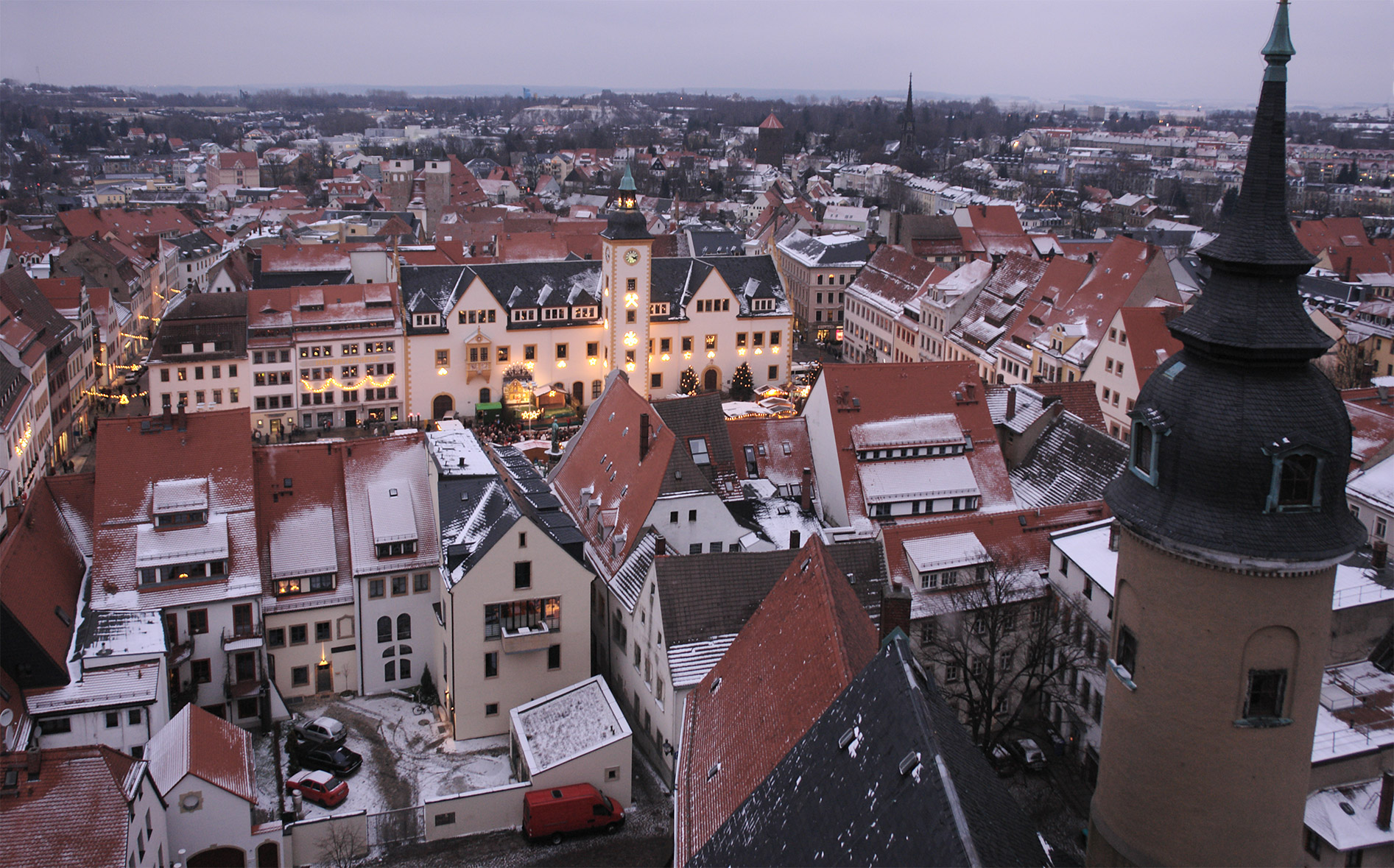

프라이베르크(독일어: Freiberg)는 독일 작센주의 도시이다.